# Liste d'exoplanètes du Paon
Voici une liste d'exoplanètes du Paon. Elle recense les différentes planètes découvertes dans la constellation du Paon : 
| Étoile         | Planète | Distance (pc) | Masse (MJ) | Rayon (RJ) | Période (jours) | Demi-grand axe (ua) | Temp. (K) | Découverte        | Découverte | Source | Source |
| Étoile         | Planète | Distance (pc) | Masse (MJ) | Rayon (RJ) | Période (jours) | Demi-grand axe (ua) | Temp. (K) | Méthode           | Année      | Source | Source |
| -------------- | ------- | ------------- | ---------- | ---------- | --------------- | ------------------- | --------- | ----------------- | ---------- | ------ | ------ |
| HD 196050      | b (de)  | 46,9          | ≥ 2,83     |            | 1 316 ~ 3,6 a   | 2,47                |           | Vitesses radiales | Année      | 2002   | [ 1 ]  |
| HD 181433      | b (de)  | 26,15         | ≥ 0,0223   |            | 9,3745          | 0,0801              |           | Vitesses radiales | 2008       | [ 2 ]  |        |
| HD 181433      | c (en)  | 26,15         | ≥ 0,674    |            | 1 014,5 ~ 2,8 a | 1,819               |           | Vitesses radiales | 2008       | [ 3 ]  |        |
| HD 181433      | d (en)  | 26,15         | ≥ 0,612    |            | 7 012 ~ 19,2 a  | 6,6                 |           | Vitesses radiales | 2008       | [ 4 ]  |        |
| HD 190984      | b (es)  | 103           | ≥ 3,1      |            | 4 885 ~ 13,4 a  | 5,5                 |           | Vitesses radiales | 2009       | [ 5 ]  |        |
| HD 175167      | b (en)  | 67,02         | 9,5        |            | 1 275 ~ 3,5 a   | 2,4                 |           | Vitesses radiales | 2010       | [ 6 ]  |        |
| HD 189567 (en) | b       | 17,7          | ≥ 0,0267   |            | 14,288          | 0,111               |           | Vitesses radiales | 2011       | [ 7 ]  |        |
| HD 175607      | b       | 45,27         | ≥ 0,0283   |            | 29,01           |                     |           | Vitesses radiales | 2015       | [ 8 ]  |        |
| HATS-21        | b       | 292           | 0,332      | 1,123      | 3,554           | 0,0468              | 1 011     | Transits          | 2016       | [ 9 ]  |        |
| HATS-24        | b       | 510           | 2,44       | 1,487      | 1,348           | 0,0255              | 1 794     | Transits          | 2016       | [ 10 ] |        |
| HATS-35        | b       | 557           | 1,222      | 1,464      | 1,820 993       | 0,032 99            | 1 764     | Transits          | 2016       | [ 11 ] |        |
| HATS-69        | b       | 420,3         | 0,577      | 0,945      | 2,225 258       | 0,0321              | 1 022,5   | Transits          | 2018       | [ 12 ] |        |
| HATS-48 A      | b       | 265,4         | 0,243      | 0,8        | 3,131 667       | 0,037 69            | 681,5     | Transits          | 2020       | [ 13 ] |        |
| HD 189567      | c (en)  | 26,1          | 39         |            | 3 144           | 1,84                |           | Imagerie          | 2015       | [ 14 ] |        |
| Étoile         | Planète | Distance      | Masse      | Rayon      | Période         | Demi-grand axe      | Temp.     | Découverte        | Année      | Source |        |

## Sources
1. ↑  (en) « Planet HD 196050 b », sur exoplanet.eu, 21 décembre 2010 (consulté le 10 janvier 2024).
2. ↑  (en) « Planet HD 181433 b », sur exoplanet.eu, 14 juin 2019 (consulté le 10 janvier 2024).
3. ↑  (en) « Planet HD 181433 c », sur exoplanet.eu, 14 juin 2019 (consulté le 10 janvier 2024).
4. ↑  (en) « Planet HD 181433 d », sur exoplanet.eu, 14 juin 2019 (consulté le 10 janvier 2024).
5. ↑  (en) « Planet HD 190984 b », sur exoplanet.eu, 5 novembre 2010 (consulté le 10 janvier 2024).
6. ↑  (en) « Planet HD 175167 b », sur exoplanet.eu, 25 octobre 2023 (consulté le 10 janvier 2024).
7. ↑  (en) « Planet HD 189567 b », sur exoplanet.eu, 24 août 2021 (consulté le 10 janvier 2024).
8. ↑  (en) « Planet HD 175607 b », sur exoplanet.eu, 30 décembre 2015 (consulté le 10 janvier 2024).
9. ↑  (en) « Planet HATS-21 b », sur exoplanet.eu, 28 juillet 2016 (consulté le 10 janvier 2024).
10. ↑  (en) « Planet HATS-24 b », sur exoplanet.eu, 11 juillet 2016 (consulté le 10 janvier 2024).
11. ↑  (en) « Planet HATS-35 b », sur exoplanet.eu, 11 juillet 2016 (consulté le 10 janvier 2024).
12. ↑  (en) « Planet HATS-69 b », sur exoplanet.eu, 29 mars 2021 (consulté le 10 janvier 2024).
13. ↑  (en) « Planet-HATS-48 A », sur exoplanet.eu, 17 février 2020 (consulté le 10 janvier 2024).
14. ↑  (en) « Planet SDSS J105213.51+442255.7 B », sur exoplanet.eu, 1er avril 2019 (consulté le 10 janvier 2024).